# Tour de l'Avenir 2015
Le Tour de l'Avenir 2015 est la 52e édition du Tour de l'Avenir, une compétition cycliste sur route ouverte aux coureurs espoirs de moins de 23 ans. La course s'est déroulée du 22 au 29 août 2015 entre Tonnerre dans le département de l'Yonne et la station des Bottières en Savoie. Le Tour qui comporte un prologue suivi de sept étapes en ligne, est la dernière course de l'UCI Coupe des Nations U23 2015.

## Présentation

### Équipes
| Équipes nationales (20)- Australie espoirs - Autriche espoirs - Belgique espoirs - Colombie espoirs - Danemark espoirs - Espagne espoirs - Estonie espoirs - France espoirs - Grande-Bretagne espoirs - Allemagne espoirs - Italie espoirs - Pays-Bas espoirs - Norvège espoirs - Pologne espoirs - Portugal espoirs - Russie espoirs - Slovénie espoirs - Suisse espoirs - Ukraine espoirs - États-Unis espoirs Unknown team category- Mixed men's U23 UCI |
| |

## Étapes
| Étape     | Date         | Villes étapes                                          |                           | Distance (km) | Vainqueur d’étape    | Leader du classement général |
| --------- | ------------ | ------------------------------------------------------ | ------------------------- | ------------- | -------------------- | ---------------------------- |
| Prologue  | sam. 22 août | Tonnerre                                               | Prologue                  | 3,5           | Søren Kragh Andersen | Søren Kragh Andersen         |
| 1re étape | dim. 23 août | Chablis − Toucy                                        | Étape de plaine           | 160,5         | Jonas Koch           | Søren Kragh Andersen         |
| 2e étape  | lun. 24 août | Avallon − Arbois                                       | Étape de plaine           | 193,5         | Mads Pedersen        | Tom Bohli                    |
| 3e étape  | mar. 25 août | Champagnole − Tournus                                  | Étape vallonnée           | 137           | Søren Kragh Andersen | Tom Bohli                    |
| 4e étape  | mer. 26 août | Annemasse − Cluses                                     | Étape de moyenne montagne | 146,7         | Mads Würtz Schmidt   | José Luis Rodríguez Aguilar  |
| 5e étape  | jeu. 27 août | Megève − La Rosière-Montvalezan                        | Étape de montagne         | 103,1         | Guillaume Martin     | Gregor Mühlberger            |
| 6e étape  | ven. 28 août | Bourg-Saint-Maurice − Saint-Michel-de-Maurienne        | Étape de montagne         | 126           | Élie Gesbert         | Marc Soler                   |
| 7e étape  | sam. 29 août | Saint-Michel-de-Maurienne − Les Bottières-Les Sybelles | Étape de montagne         | 93,5          | Matvey Mamykin       | Marc Soler                   |

## Déroulement de la course

### Prologue
| Classement de l'étape | Classement de l'étape | Classement de l'étape | Classement de l'étape | Classement de l'étape |
|                       | Coureur               | Pays                  | Équipe                | Temps                 |
| --------------------- | --------------------- | --------------------- | --------------------- | --------------------- |
| 1er                   | Søren Kragh Andersen  | Danemark              | Danemark              | en 4 min 53 s         |
| 2e                    | Gianni Moscon         | Italie                | Italie                | + 1 s                 |
| 3e                    | Sebastián Henao       | Colombie              | Colombie              | + 4 s                 |
| 4e                    | Mathieu van der Poel  | Pays-Bas              | Pays-Bas              | + 5 s                 |
| 5e                    | Gregor Mühlberger     | Autriche              | Autriche              | + 6 s                 |
| 6e                    | Johannes Weber        | Allemagne             | Allemagne             | + 6 s                 |
| 7e                    | Nans Peters           | France                | France                | + 7 s                 |
| 8e                    | Tom Bohli             | Suisse                | Suisse                | + 7 s                 |
| 9e                    | Odd Christian Eiking  | Norvège               | Norvège               | + 9 s                 |
| 10e                   | Marc Soler            | Espagne               | Espagne               | + 9 s                 |
| modifier              |                       |                       |                       |                       |

| Classement général | Classement général   | Classement général | Classement général | Classement général |
|                    | Coureur              | Pays               | Équipe             | Temps              |
| ------------------ | -------------------- | ------------------ | ------------------ | ------------------ |
| 1er                | Søren Kragh Andersen | Danemark           | Danemark           | en 4 min 53 s      |
| 2e                 | Gianni Moscon        | Italie             | Italie             | + 1 s              |
| 3e                 | Sebastián Henao      | Colombie           | Colombie           | + 4 s              |
| 4e                 | Mathieu van der Poel | Pays-Bas           | Pays-Bas           | + 5 s              |
| 5e                 | Gregor Mühlberger    | Autriche           | Autriche           | + 6 s              |
| 6e                 | Johannes Weber       | Allemagne          | Allemagne          | + 6 s              |
| 7e                 | Nans Peters          | France             | France             | + 7 s              |
| 8e                 | Tom Bohli            | Suisse             | Suisse             | + 7 s              |
| 9e                 | Odd Christian Eiking | Norvège            | Norvège            | + 9 s              |
| 10e                | Marc Soler           | Espagne            | Espagne            | + 9 s              |
| modifier           |                      |                    |                    |                    |

### 1reétape
| Classement de l'étape | Classement de l'étape | Classement de l'étape | Classement de l'étape | Classement de l'étape |
|                       | Coureur               | Pays                  | Équipe                | Temps                 |
| --------------------- | --------------------- | --------------------- | --------------------- | --------------------- |
| 1er                   | Jonas Koch            | Allemagne             | Allemagne             | en 3 h 57 min 30 s    |
| 2e                    | Mads Würtz Schmidt    | Danemark              | Danemark              | + 11 s                |
| 3e                    | Simone Consonni       | Italie                | Italie                | + 14 s                |
| 4e                    | Stan Godrie           | Pays-Bas              | Pays-Bas              | + 14 s                |
| 5e                    | Jan Dieteren          | Allemagne             | Allemagne             | + 14 s                |
| 6e                    | Dylan Page            | Suisse                | Suisse                | + 14 s                |
| 7e                    | Colin Joyce           | États-Unis            | États-Unis            | + 14 s                |
| 8e                    | Daniel Hoelgaard      | Norvège               | Norvège               | + 14 s                |
| 9e                    | Fernando Gaviria      | Colombie              | Colombie              | + 14 s                |
| 10e                   | Mihkel Räim           | Estonie               | Estonie               | + 14 s                |
| modifier              |                       |                       |                       |                       |

| Classement général | Classement général   | Classement général | Classement général | Classement général |
|                    | Coureur              | Pays               | Équipe             | Temps              |
| ------------------ | -------------------- | ------------------ | ------------------ | ------------------ |
| 1er                | Søren Kragh Andersen | Danemark           | Danemark           | en 4 min 53 s      |
| 2e                 | Gianni Moscon        | Italie             | Italie             | + 1 s              |
| 3e                 | Sebastián Henao      | Colombie           | Colombie           | + 4 s              |
| 4e                 | Jonas Koch           | Allemagne          | Allemagne          | + 5 s              |
| 5e                 | Mathieu van der Poel | Pays-Bas           | Pays-Bas           | + 5 s              |
| 6e                 | Gregor Mühlberger    | Autriche           | Autriche           | + 6 s              |
| 7e                 | Johannes Weber       | Allemagne          | Allemagne          | + 6 s              |
| 8e                 | Nans Peters          | France             | France             | + 7 s              |
| 9e                 | Tom Bohli            | Suisse             | Suisse             | + 7 s              |
| 10e                | Odd Christian Eiking | Norvège            | Norvège            | + 9 s              |
| modifier           |                      |                    |                    |                    |

### 2eétape
| Classement de l'étape | Classement de l'étape       | Classement de l'étape | Classement de l'étape | Classement de l'étape |
|                       | Coureur                     | Pays                  | Équipe                | Temps                 |
| --------------------- | --------------------------- | --------------------- | --------------------- | --------------------- |
| 1er                   | Mads Pedersen               | Danemark              | Danemark              | en 4 h 35 min 25 s    |
| 2e                    | Aksel Nõmmela               | Estonie               | Estonie               | m.t                   |
| 3e                    | José Luis Rodríguez Aguilar | Chili                 | Centre mondial        | m.t                   |
| 4e                    | Tom Bohli                   | Suisse                | Suisse                | m.t                   |
| 5e                    | Imanol Estévez              | Espagne               | Espagne               | + 4 s                 |
| 6e                    | William Barta               | États-Unis            | États-Unis            | + 10 s                |
| 7e                    | Daniel Lehner               | Autriche              | Autriche              | + 16 s                |
| 8e                    | Stan Godrie                 | Pays-Bas              | Pays-Bas              | + 1 min 43 s          |
| 9e                    | Dylan Page                  | Suisse                | Suisse                | + 1 min 43 s          |
| 10e                   | Patryk Stosz                | Pologne               | Pologne               | + 1 min 43 s          |
| modifier              |                             |                       |                       |                       |

| Classement général | Classement général          | Classement général | Classement général | Classement général |
|                    | Coureur                     | Pays               | Équipe             | Temps              |
| ------------------ | --------------------------- | ------------------ | ------------------ | ------------------ |
| 1er                | Tom Bohli                   | Suisse             | Suisse             | en 8 h 38 min 9 s  |
| 2e                 | José Luis Rodríguez Aguilar | Chili              | Centre mondial     | + 9 s              |
| 3e                 | Imanol Estévez              | Espagne            | Espagne            | + 13 s             |
| 4e                 | William Barta               | États-Unis         | États-Unis         | + 25 s             |
| 5e                 | Mads Pedersen               | Danemark           | Danemark           | + 30 s             |
| 6e                 | Daniel Lehner               | Autriche           | Autriche           | + 45 s             |
| 7e                 | Søren Kragh Andersen        | Danemark           | Danemark           | + 1 min 36 s       |
| 8e                 | Gianni Moscon               | Italie             | Italie             | + 1 min 37 s       |
| 9e                 | Sebastián Henao             | Colombie           | Colombie           | + 1 min 40 s       |
| 10e                | Jonas Koch                  | Allemagne          | Allemagne          | + 1 min 41 s       |
| modifier           |                             |                    |                    |                    |

### 3eétape
| Classement de l'étape | Classement de l'étape | Classement de l'étape | Classement de l'étape | Classement de l'étape |
|                       | Coureur               | Pays                  | Équipe                | Temps                 |
| --------------------- | --------------------- | --------------------- | --------------------- | --------------------- |
| 1er                   | Søren Kragh Andersen  | Danemark              | Danemark              | en 3 h 1 min 54 s     |
| 2e                    | Mathieu van der Poel  | Pays-Bas              | Pays-Bas              | m.t                   |
| 3e                    | Johannes Weber        | Allemagne             | Allemagne             | m.t                   |
| 4e                    | Gašper Katrašnik      | Slovaquie             | Slovaquie             | m.t                   |
| 5e                    | Marlen Zmorka         | Ukraine               | Ukraine               | + 2 s                 |
| 6e                    | Fernando Gaviria      | Colombie              | Colombie              | + 7 s                 |
| 7e                    | Aksel Nõmmela         | Estonie               | Estonie               | + 7 s                 |
| 8e                    | Simone Consonni       | Italie                | Italie                | + 7 s                 |
| 9e                    | Daniel Hoelgaard      | Norvège               | Norvège               | + 7 s                 |
| 10e                   | Stan Godrie           | Pays-Bas              | Pays-Bas              | + 7 s                 |
| modifier              |                       |                       |                       |                       |

| Classement général | Classement général          | Classement général | Classement général | Classement général  |
|                    | Coureur                     | Pays               | Équipe             | Temps               |
| ------------------ | --------------------------- | ------------------ | ------------------ | ------------------- |
| 1er                | Tom Bohli                   | Suisse             | Suisse             | en 11 h 40 min 10 s |
| 2e                 | José Luis Rodríguez Aguilar | Chili              | Centre mondial     | + 9 s               |
| 3e                 | Imanol Estévez              | Espagne            | Espagne            | + 13 s              |
| 4e                 | William Barta               | États-Unis         | États-Unis         | + 25 s              |
| 5e                 | Mads Pedersen               | Danemark           | Danemark           | + 30 s              |
| 6e                 | Daniel Lehner               | Autriche           | Autriche           | + 45 s              |
| 7e                 | Søren Kragh Andersen        | Danemark           | Danemark           | + 1 min 29 s        |
| 8e                 | Johannes Weber              | Allemagne          | Allemagne          | + 1 min 35 s        |
| 9e                 | Gianni Moscon               | Italie             | Italie             | + 1 min 37 s        |
| 10e                | Sebastián Henao             | Colombie           | Colombie           | + 1 min 40 s        |
| modifier           |                             |                    |                    |                     |

### 4eétape
| Classement de l'étape | Classement de l'étape | Classement de l'étape | Classement de l'étape | Classement de l'étape |
|                       | Coureur               | Pays                  | Équipe                | Temps                 |
| --------------------- | --------------------- | --------------------- | --------------------- | --------------------- |
| 1er                   | Mads Würtz Schmidt    | Danemark              | Danemark              | en 3 h 24 min 21 s    |
| 2e                    | Dries Van Gestel      | Belgique              | Belgique              | m.t                   |
| 3e                    | Anders Skaarseth      | Norvège               | Norvège               | m.t                   |
| 4e                    | Julen Amézqueta       | Espagne               | Espagne               | m.t                   |
| 5e                    | Jonas Koch            | Allemagne             | Allemagne             | + 24 s                |
| 6e                    | Gianni Moscon         | Italie                | Italie                | + 24 s                |
| 7e                    | Fabien Grellier       | France                | France                | + 24 s                |
| 8e                    | Martijn Tusveld       | Pays-Bas              | Pays-Bas              | + 24 s                |
| 9e                    | Ruben Guerreiro       | Portugal              | Portugal              | + 24 s                |
| 10e                   | Jan Dieteren          | Allemagne             | Allemagne             | + 24 s                |
| modifier              |                       |                       |                       |                       |

| Classement général | Classement général          | Classement général | Classement général | Classement général |
|                    | Coureur                     | Pays               | Équipe             | Temps              |
| ------------------ | --------------------------- | ------------------ | ------------------ | ------------------ |
| 1er                | José Luis Rodríguez Aguilar | Chili              | Centre mondial     | en 15 h 5 min 4 s  |
| 2e                 | Imanol Estévez              | Espagne            | Espagne            | + 4 s              |
| 3e                 | Mads Würtz Schmidt          | Danemark           | Danemark           | + 1 min 14 s       |
| 4e                 | Julen Amézqueta             | Espagne            | Espagne            | + 1 min 22 s       |
| 5e                 | Anders Skaarseth            | Norvège            | Norvège            | + 1 min 24 s       |
| 6e                 | Johannes Weber              | Allemagne          | Allemagne          | + 1 min 26 s       |
| 7e                 | Gianni Moscon               | Italie             | Italie             | + 1 min 28 s       |
| 8e                 | Dries Van Gestel            | Belgique           | Belgique           | + 1 min 29 s       |
| 9e                 | Sebastián Henao             | Colombie           | Colombie           | + 1 min 31 s       |
| 10e                | Jonas Koch                  | Allemagne          | Allemagne          | + 1 min 32 s       |
| modifier           |                             |                    |                    |                    |

### 5eétape
| Classement de l'étape | Classement de l'étape | Classement de l'étape | Classement de l'étape | Classement de l'étape |
|                       | Coureur               | Pays                  | Équipe                | Temps                 |
| --------------------- | --------------------- | --------------------- | --------------------- | --------------------- |
| 1er                   | Guillaume Martin      | France                | France                | en 3 h 14 min 29 s    |
| 2e                    | Gregor Mühlberger     | Autriche              | Autriche              | + 6 s                 |
| 3e                    | Marc Soler            | Espagne               | Espagne               | + 39 s                |
| 4e                    | Simone Petilli        | Italie                | Italie                | + 41 s                |
| 5e                    | Daniel Martínez       | Colombie              | Colombie              | + 1 min 23 s          |
| 6e                    | Giulio Ciccone        | Italie                | Italie                | + 1 min 23 s          |
| 7e                    | Gianni Moscon         | Italie                | Italie                | + 1 min 25 s          |
| 8e                    | Sindre Lunke          | Norvège               | Norvège               | + 1 min 25 s          |
| 9e                    | Ruben Guerreiro       | Portugal              | Portugal              | + 1 min 25 s          |
| 10e                   | Sam Oomen             | Pays-Bas              | Pays-Bas              | + 1 min 25 s          |
| modifier              |                       |                       |                       |                       |

| Classement général | Classement général | Classement général | Classement général | Classement général  |
|                    | Coureur            | Pays               | Équipe             | Temps               |
| ------------------ | ------------------ | ------------------ | ------------------ | ------------------- |
| 1er                | Gregor Mühlberger  | Autriche           | Autriche           | en 18 h 21 min 12 s |
| 2e                 | Guillaume Martin   | France             | France             | + 3 s               |
| 3e                 | Marc Soler         | Espagne            | Espagne            | + 36 s              |
| 4e                 | Simone Petilli     | Italie             | Italie             | + 58 s              |
| 5e                 | Gianni Moscon      | Italie             | Italie             | + 1 min 14 s        |
| 6e                 | Ildar Arslanov     | Russie             | Russie             | + 1 min 23 s        |
| 7e                 | Sam Oomen          | Pays-Bas           | Pays-Bas           | + 1 min 23 s        |
| 8e                 | Jack Haig          | Australie          | Australie          | + 1 min 30 s        |
| 9e                 | Giulio Ciccone     | Italie             | Italie             | + 1 min 31 s        |
| 10e                | Sebastián Henao    | Colombie           | Colombie           | + 1 min 31 s        |
| modifier           |                    |                    |                    |                     |

### 6eétape
| Classement de l'étape | Classement de l'étape | Classement de l'étape | Classement de l'étape | Classement de l'étape |
|                       | Coureur               | Pays                  | Équipe                | Temps                 |
| --------------------- | --------------------- | --------------------- | --------------------- | --------------------- |
| 1er                   | Élie Gesbert          | France                | France                | en 3 h 34 min 5 s     |
| 2e                    | Marc Soler            | Espagne               | Espagne               | + 40 s                |
| 3e                    | Laurens De Plus       | Belgique              | Belgique              | + 42 s                |
| 4e                    | Jack Haig             | Australie             | Australie             | + 1 min 7 s           |
| 5e                    | Sindre Lunke          | Norvège               | Norvège               | + 1 min 7 s           |
| 6e                    | Matvey Mamykin        | Russie                | Russie                | + 1 min 55 s          |
| 7e                    | Anders Skaarseth      | Norvège               | Norvège               | + 2 min               |
| 8e                    | Giulio Ciccone        | Italie                | Italie                | + 2 min 2 s           |
| 9e                    | Simone Petilli        | Italie                | Italie                | + 2 min 2 s           |
| 10e                   | Sebastián Henao       | Colombie              | Colombie              | + 2 min 26 s          |
| modifier              |                       |                       |                       |                       |

| Classement général | Classement général | Classement général | Classement général | Classement général  |
|                    | Coureur            | Pays               | Équipe             | Temps               |
| ------------------ | ------------------ | ------------------ | ------------------ | ------------------- |
| 1er                | Marc Soler         | Espagne            | Espagne            | en 21 h 56 min 33 s |
| 2e                 | Laurens De Plus    | Belgique           | Belgique           | + 1 min 1 s         |
| 3e                 | Jack Haig          | Australie          | Australie          | + 1 min 21 s        |
| 4e                 | Sindre Lunke       | Norvège            | Norvège            | + 1 min 30 s        |
| 5e                 | Simone Petilli     | Italie             | Italie             | + 1 min 44 s        |
| 6e                 | Giulio Ciccone     | Italie             | Italie             | + 2 min 17 s        |
| 7e                 | Sam Oomen          | Pays-Bas           | Pays-Bas           | + 2 min 35 s        |
| 8e                 | Guillaume Martin   | France             | France             | + 2 min 39 s        |
| 9e                 | Sebastián Henao    | Colombie           | Colombie           | + 2 min 41 s        |
| 10e                | Ruben Guerreiro    | Portugal           | Portugal           | + 2 min 45 s        |
| modifier           |                    |                    |                    |                     |

### 7eétape
| Classement de l'étape | Classement de l'étape | Classement de l'étape | Classement de l'étape | Classement de l'étape |
|                       | Coureur               | Pays                  | Équipe                | Temps                 |
| --------------------- | --------------------- | --------------------- | --------------------- | --------------------- |
| 1er                   | Matvey Mamykin        | Russie                | Russie                | en 3 h 1 min 29 s     |
| 2e                    | Jack Haig             | Australie             | Australie             | m.t                   |
| 3e                    | Marc Soler            | Espagne               | Espagne               | + 12 s                |
| 4e                    | Gregor Mühlberger     | Autriche              | Autriche              | + 55 s                |
| 5e                    | Sam Oomen             | Pays-Bas              | Pays-Bas              | + 55 s                |
| 6e                    | Giulio Ciccone        | Italie                | Italie                | + 1 min 51 s          |
| 7e                    | Simone Petilli        | Italie                | Italie                | + 1 min 51 s          |
| 8e                    | Alexey Rybalkin       | Russie                | Russie                | + 2 min 38 s          |
| 9e                    | Sindre Lunke          | Norvège               | Norvège               | + 3 min 54 s          |
| 10e                   | Sebastián Henao       | Colombie              | Colombie              | + 4 min 27 s          |
| modifier              |                       |                       |                       |                       |

## Classements finals

### Classements annexes
| Classement par points | Classement par points | Classement par points | Classement par points | Classement par points |
| --------------------- | --------------------- | --------------------- | --------------------- | --------------------- |
|                       | Coureur               | Pays                  | Équipe                | Point(s)              |
| 1er                   | Jonas Koch            | Allemagne             | Allemagne             | 57 points             |
| 2e                    | Mads Würtz Schmidt    | Danemark              | Danemark              | 44 pts                |
| 3e                    | Simone Consonni       | Italie                | Italie                | 33 pts                |
| modifier              |                       |                       |                       |                       |

| Classement de la montagne | Classement de la montagne | Classement de la montagne | Classement de la montagne | Classement de la montagne |
| ------------------------- | ------------------------- | ------------------------- | ------------------------- | ------------------------- |
|                           | Coureur                   | Pays                      | Équipe                    | Point(s)                  |
| 1er                       | Matvey Mamykin            | Russie                    | Russie                    | 67 points                 |
| 2e                        | Guillaume Martin          | France                    | France                    | 65 pts                    |
| 3e                        | Daniel Martínez           | Colombie                  | Colombie                  | 64 pts                    |
| modifier                  |                           |                           |                           |                           |

#### Classement par équipes
| Classement par équipes | Classement par équipes | Classement par équipes | Classement par équipes |
|                        | Équipe                 | Pays                   | Temps                  |
| ---------------------- | ---------------------- | ---------------------- | ---------------------- |
| 1re                    | Russie                 | Russie                 | en 75 h 22 min 43 s    |
| 2e                     | Italie                 | Italie                 | + 16 min 55 s          |
| 3e                     | Norvège                | Norvège                | + 20 min 44 s          |
| modifier               |                        |                        |                        |

## Évolution des classements
| Étape              | Vainqueur            | Classement général          | Classement par points | Classement de la montagne | Classement par équipes |
| ------------------ | -------------------- | --------------------------- | --------------------- | ------------------------- | ---------------------- |
| P                  | Søren Kragh Andersen | Søren Kragh Andersen        | Søren Kragh Andersen  | Non attribué              | Pays-Bas               |
| 1                  | Jonas Koch           | Søren Kragh Andersen        | Jonas Koch            | Jonas Koch                | Allemagne              |
| 2                  | Mads Pedersen        | Tom Bohli                   | Jonas Koch            | Imanol Estévez            | Danemark               |
| 3                  | Søren Kragh Andersen | Tom Bohli                   | Aksel Nõmmela         | Imanol Estévez            | Danemark               |
| 4                  | Mads Würtz Schmidt   | José Luis Rodríguez Aguilar | Aksel Nõmmela         | Mads Würtz Schmidt        | Espagne                |
| 5                  | Guillaume Martin     | Gregor Mühlberger           | Jonas Koch            | Guillaume Martin          | Italie                 |
| 6                  | Élie Gesbert         | Marc Soler                  | Jonas Koch            | Guillaume Martin          | Norvège                |
| 7                  | Matvey Mamykin       | Marc Soler                  | Jonas Koch            | Matvey Mamykin            | Russie                 |
| Classements finals | Classements finals   | Marc Soler                  | Jonas Koch            | Matvey Mamykin            | Russie                 |